# Aleksiej Karabanow
Aleksiej Aleksiejewicz Karabanow (ros. Алексей Алексеевич Карабанов; ur. 29 marca 1919 we wsi Godiajkino obecnie w rejonie bazarnosyzganskim w obwodzie uljanowskim, zm. 30 stycznia 1945 w Wysokiej k. Międzyrzecza) – radziecki czołgista, major, uhonorowany pośmiertnie tytułem Bohatera Związku Radzieckiego (1945).

## Życiorys
Urodził się w mordwińskiej rodzinie chłopskiej. W 1938 skończył rabfak (fakultet robotniczy) i we wrześniu 1938 został powołany do Armii Czerwonej. W 1940 ukończył szkołę wojsk pancernych w Uljanowsku, od lipca 1941 uczestniczył w wojnie z Niemcami.
Od 1942 walczył w składzie 112. (od 23 października 1943: 44. Gwardyjskiej) Brygadzie Pancernej kolejno na Froncie Zachodnim, Woroneskim, 1. Ukraińskim i 1. Białoruskim, był pięciokrotnie ranny. Dowodził batalionem czołgów, w lipcu 1943 brał udział w bitwie pod Kurskiem, potem od 3 do 23 sierpnia 1943 w operacji biełgorodzko-charkowskiej (w składzie 1. Armii Pancernej), od 8 do 19 września 1943 w operacji sumsko-pryłuckiej m.in. w rejonie Łebedyna, forsując Choroł i Sułę i uczestnicząc w wyzwalaniu Łochwicy. Od 24 grudnia 1943 do 14 stycznia 1944 uczestniczył w operacji żytomiersko-berdyczowskiej m.in. w rejonie Brusiłowa, i w wyzwalaniu Koziatyna oraz Berdyczowa, od 24 stycznia do 17 lutego 1944 brał udział w operacji korsuń-szewczenkowskiej, od 21 marca do 3 kwietnia 1944 w operacji proskurowsko-czerniowieckiej (m.in. wyzwalaniu Zaleszczyk i Czerniowców i forsowaniu Dniestru), od 12 lipca do 29 sierpnia 1944 w operacji lwowsko-sandomierskiej (w składzie 11. Gwardyjskiego Korpusu Pancernego), w tym w forsowaniu Bugu. 20 lipca 1944 został ranny.
22 listopada 1944 wraz z korpusem przerzucono go w rejon wsi Firlej w województwie lubelskim, gdzie wraz z 1. Gwardyjską Armią Pancerną został włączony w skład 1. Frontu Białoruskiego, na którym od 14 stycznia 1945 uczestniczył w operacji warszawsko-poznańskiej (części operacji wiślańsko-odrzańskiej). Brał udział w walkach na przyczółku magnuszewskim jako dowódca 3. batalionu 44. Gwardyjskiej Brygady Pancernej w składzie 11. Gwardyjskiego Korpusu Pancernego i 1. Gwardyjskiej Armii Pancernej, w stopniu majora, 15 stycznia 1945 wraz z batalionem sforsował Pilicę na północ od Nowego Miasta. Następnie na czele batalionu nacierał na północny zachód i 18 stycznia wziął udział w wyzwalaniu Łowicza, a 22 stycznia Gniezna, 25 stycznia sforsował Wartę na południe od Poznania. Nacierając na zachód w kierunku przedwojennej granicy polsko-niemieckiej sforsował Obrę, po czym zginął w walkach o umocnienia w powiecie międzyrzeckim. Został pochowany w Międzyrzeczu. Na miejscu jego śmierci we wsi Wysoka postawiono upamiętniający go obelisk. Jego imieniem nazwano ulice w Inzie i jego rodzinnej wsi Godiajkino.

## Odznaczenia
- Złota Gwiazda Bohatera Związku Radzieckiego (pośmiertnie, 27 lutego 1945)
- Order Lenina (pośmiertnie, 27 lutego 1945)
- Order Czerwonego Sztandaru (dwukrotnie, 8 lutego 1944 i 6 kwietnia 1944)
- Order Wojny Ojczyźnianej I klasy (1 października 1944)
- Order Czerwonej Gwiazdy (27 lipca 1943)
- Medal „Za obronę Moskwy”
- Order Czerwonego Sztandaru (Mongolska Republika Ludowa, 1944)